# 8e Pantserdivisie (Wehrmacht)
De Duitse 8e Pantserdivisie (Duits: 8. Panzer-Division) was een Duitse pantserdivisie in de Tweede Wereldoorlog. Deze pantserdivisie nam deel aan de Slag om Frankrijk en de Balkanveldtocht. Voor de invasie van de Sovjet-Unie was de divisie in reserve en werd pas vanaf oktober 1941 ingezet en vocht aan het Oostfront tot het einde van de oorlog. De divisie werd vernietigd in de gevechten in Oost-Pruisen in 1945.

## Oprichting
De 8e Pantserdivisie werd opgericht op 16 oktober 1939 in Cottbus in Wehrkreis III door omvorming van de 3e Lichte Divisie. De lichte divisies waren bedoeld om de cavalerie te vervangen en dienden als tussenschakel tussen gemotoriseerde infanteriedivisies en pantserdivisies. Tijdens de invasie van Polen in september 1939 konden de lichte divisies niet aan de verwachtingen voldoen. Ze waren te zwak om als tankformaties te worden gebruikt, maar te log om de cavalerie te vervangen. Ze werden daarom omgevormd tot pantserdivisies.
De omvorming gebeurde door het invoegen van I./Panzerregiment 10, dat later uitgebreid werd tot een volwaardig regiment. Staf Schützen-Brigade 8 werd gevormd en ook Schützen-Regiment 8 uit delen van de Kavallerie-Schützen-Regimenten 8 en 9 gebildet. De II./Kavallerie-Schützen-Regiment 9 werd Kradschützen-Bataillon 8. Het bestaande Aufklärungs-Regiment 8 werd opgeheven, waarbij de II. Abteilung, de Panzer-Aufklärungs-Abteilung 59 werd.
Al in januari 1940 verhuisden de eerste delen van de divisie naar het gebied Wezel. In februari 1940 verhuisde de gehele divisie naar de Nederlandse grens en begin maart 1940 naar het gebied Idar-Oberstein en het oefenterrein Baumholder. 

## Westen 1940: 1e fase
Als onderdeel van het 41e Gemotoriseerde Korps van Panzergruppe Kleist had de divisie de taak om zo snel mogelijk de Maas te bereiken en over te steken. De divisie stak op 12 mei de Luxemburgse grens over en op 13 mei de Belgische grens. Op 16 mei werd de Maas overgestoken tussen Nouzonville en Charleville-Mézières. De divisie trok vervolgens op de rechterflank van het 41e Gemotoriseerde Korps op naar het westen ten noorden van de Oise. Via Saint-Pol-sur-Ternoise bereikte de divisie uiteindelijk op 21 mei Het Kanaal bij Montreuil-sur-Mer. De divisie draaide vervolgens naar het noorden richting Ieper. Nadat ze het gebied van Enquin-les-Mines had bereikt, stopte de divisie om te wachten tot verdere eenheden hem inhaalden: Hitlers Haltebefehl. Pas op 27 mei zette de divisie haar opmars naar Duinkerke voort. Na hevige gevechten om Hazebroek eindigde op 29 mei de eerste fase van de westelijke campagne voor de divisie in dit gebied. 

## Frankrijk 1940: 2e fase
Vanaf 1 juni 1940 verhuisde de divisie naar het Hirson-gebied als onderdeel van het 41e Gemotoriseerde Korps. Vanaf 10 juni nam de divisie deel aan de tweede veldtocht, als onderdeel van Panzergruppe Guderian en rukte op naar het zuiden. Het stak de Aisne over en marcheerde op 15 juni via Machault en Sommepy-Tahure ten westen van Bazincourt-sur-Saulx naar het Somme-Moezelkanaal. Na het oversteken ervan bereikte de divisie Melay op 17 juni en zette de opmars naar Vesoul voort. Hier eindigde veldtocht voor de divisie op 21 juni met de Wapenstilstand van 22 juni 1940. Vervolgens draaide het naar het noordoosten en bereikte de Moezel tussen Dompaire en Thaon-les-Vosges.
Na de wapenstilstand bleef de divisie als bezettingsmacht in het bereikte gebied aanwezig en keerde in november 1940 naar de Heimat, naar Silezië, terug. Op 1 januari 1941 werd de Panzer-Abt. 67 in III./PzReg 10 omgedoopt en werd een nieuw Schützen-Regiment 28 gevormd. Het Artillerie-Regiment 80 kreeg schwere Artillerie-Abteilung 645 erbij als III. Abteilung. Eind februari 1941 verhuisde de divisie terug naar Frankrijk naar het gebied tussen Dijon en Besançon en van 1 tot 5 april 1941 volgde een verplaatsing naar Graz in Oostenrijk.

## Balkanveldtocht
Op 8 april stak de divisie de grens over naar Hongarije en marcheerde naar het zuidoosten. Bij Barcs stak de divisie de Hongaars-Joegoslavische grens over, veroverde de Drau-bruggen en rukte vervolgens op naar Belgrado. Na de ineenstorting van de verdediging van Belgrado werd de divisie vlak voor de stad naar het zuiden omgeleid om op te rukken oostelijk langs Sarajevo. Op 18 april had de divisie de het gebied rond Pljevlja bereikt. Na de wapenstilstand verzamelde de divisie zich vanaf 24 april in het gebied rond Šabac. De divisie ging vervolgens per spoor en over land naar Hongarije en via Wenen naar het Tábor -gebied. Hier werd de divisie opgefrist en het materieel gerepareerd. Vanaf 16 juni werd de divisie verplaatst naar het gebied ten noorden van Insterburg. Op 19 juni was de divisie verhuisd naar haar verzamelplaats aan de Russische grens.

## Inval in de Sovjet-Unie – Noordelijke sector

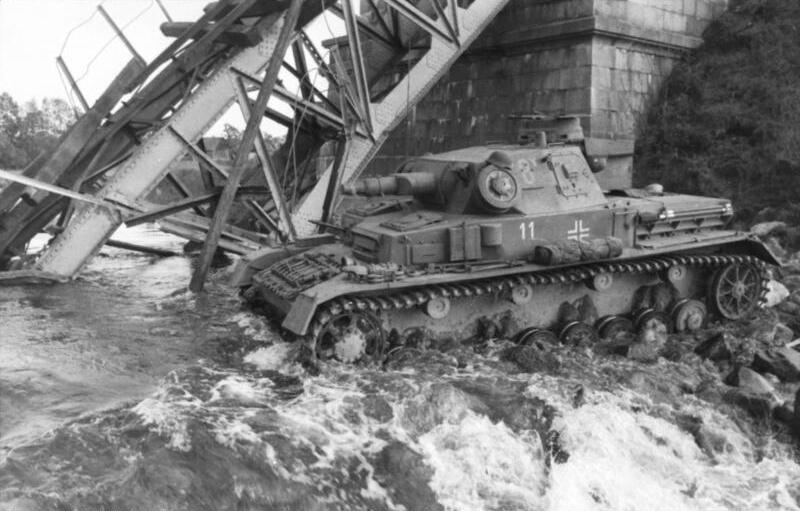
Panzer IV van het divisie in Rusland in zomer 1941

Vanaf 22 juni nam de divisie deel aan Operatie Barbarossa. Op 26 juni was het opgerukt naar Daugavpils en had het daar de Westelijke Dvina-bruggen veiliggesteld. Tot 28 juni bleef de divisie haar bruggenhoofden over deze rivier uitbreiden en vervolgde vervolgens haar opmars naar Opotsjka op 29 juni. Op 7 juli stak de divisie de Ludza over en draaide vervolgens naar Leningrad. In het Shimsk-gebied werd hevig gevochten met Russische eenheden. Op 18 juli werd de divisie teruggetrokken van het front en overgebracht naar het gebied rond Pawy, voor rust. Vanaf 23 juli werd de divisie weer in het front gebracht en aangezet op Utorgosh en vervolgens richting Loega. De gevechten om Loega duurden tot eind augustus 1941, toen de laatste Russische troepen vastzaten in de zogenaamde Loega-pocket. Pas half september eindigden deze gevechten en lanceerde de divisie een aanval op de Volchov. Half oktober konden de resterende delen van de divisie de Volchov oversteken bij Kusino en vervolgens verder oprukken naar Tichvin. Tot het einde van het jaar vocht de divisie in het gebied ten zuiden en zuidwesten van Tichhvin in het gebied ten oosten van Ostrov. Begin januari 1942 werd de divisie ingezet rond Ljoeban.

## Centrale sector oostfront
Aan het eind van februari werd de divisie overgebracht naar het Loknya-gebied om te proberen het omsingelde Cholm te bevrijden, hetgeen mislukte. In dit gebied bleef de divisie tot eind november 1942. In die tussentijd werd in mei Cholm eindelijk ontzet en werd de divisie ook opgefrist. Van eind november 1942 tot medio maart 1943 was de divisie in actie rond Velikieje Loeki en om vervolgens naar Gorodok te worden verplaatst als reserve. Medio mei 1943 namen delen van de divisie deel aan Operatie Maigewitter, die gericht was tegen partizaneneenheden op de noordelijke oever van de Westelijke Dvina.
Vanaf 11 juli 1943 werd de divisie naar het gebied rond Orel verplaatst. De divisie nam hier deel aan de defensieve strijd na Operatie Citadel. Op 21 juli moest de divisie zich met zware verliezen terugtrekken naar de Oka, waar het een bruggenhoofd kon behouden. In de nacht van 22 juli werd dit bruggenhoofd ontruimd en nam de divisie posities in achter de rivier. In de loop van een verkorting van het front verhuisde de divisie begin augustus naar de Hagen-positie ten oosten van Brjansk. De nieuwe positie kon echter slechts tot 8 augustus worden aangehouden, daarna ging de terugtocht verder: met zware verliezen bereikte de divisie op 16 augustus 1943 de westelijke oever van de Desna. Vanaf 18 augustus marcheerde de divisie vervolgens naar het Lokot-Sevsk gebied. Na het begin van de grote Sovjetaanval in het gebied van de 86e en 251e Infanteriedivisies op 26 augustus 1943, rukte de divisie op naar het bedreigde gebied aan de Ssyev. In zware defensieve gevechten werden de restanten van de divisie begin september teruggeworpen naar de Desna en moest deze op 4 september oversteken. In de zogenaamde "Chemnitz"-positie nam de divisie nieuwe posities in op de westelijke oever, maar trok zich vervolgens terug over de Desna naar het Desna-brughoofd Mekaschino.

## Heeresgruppe Süd
Half september werd de divisie teruggetrokken uit het bruggenhoofd en verplaatst naar het gebied tussen het 2e Leger en het 4e Pantserleger in het Tsjernigov-gebied. Het was daarmee de linkervleugeldivisie van Heeresgruppe Süd. Maar deze missie was van korte duur en op 22 september vormde de divisie een bruggenhoofd bij Tsjernobyl over de Pripjat. Hier werd zwaar defensief gevochten, waarbij de divisie langzaam teruggedrongen werd achter de Pripjat. Vanaf half oktober vocht de divisie in het gebied rond Kiev en, na de val van de stad begin november 1943, ten westen ervan. Langs de Zdvizh trok de divisie zich terug naar het zuidwesten en vocht in het Zjitomir-gebied. De divisie was weer slechts een Kampfgruppe en bloedde volledig leeg. Op 1 december 1943 werd de divisie van het front teruggetrokken en ingezet bij de Zdvizh op de weg Kiev-Zjitomir, waarna de gevechten voorlopig werden gestaakt. Na de overgave van Zjitomir op 1 januari 1944 verplaatsten de divisie zich naar een defensieve positie op de zuidelijke oever van de Sloetsj, ten zuidwesten van Ljoebar in het Vinnitsa-gebied, waar zware defensieve gevechten wachtten.
Op 11 februari 1944 werd de divisie opnieuw van het front teruggetrokken, onder het 48e Pantserkorps geplaatst en ingezet bij de Styr. Begin maart 1944 bevond de divisie zich op de noordvleugel van het 4e Pantserleger ten noordwesten van Loetsk. Van daaruit verhuisde ze naar de omgeving van Lemberg voor een opfris. Vanaf half maart 1944 werd de divisie, nog steeds slechts een Kampfgruppe, ingezet in Slag om Tarnopol en vervolgens rond Brody. Vanaf mei 1944 namen de gevechten in dit gebied enigszins af en konden de resterende delen van de divisie worden verzameld en enigszins worden opgefrist. Tegelijkertijd kreeg de divisie de structuur van een "Panzerdivision 1944". Op 13 juli 1944 begon het Sovjet Lemberg-Sandomierz Offensief. Nadat de stad Brody was omsingeld door Russische troepen, nam de divisie deel aan de ontzettingspoging, die met zware verliezen mislukte. Daarna moest de divisie zich terugtrekken naar de omgeving van Lemberg. Zware gevechten om de Duklapas volgden. Eind oktober 1944 verhuisden de restanten van de divisie naar het Tarnów-gebied en werden gedeeltelijk opgefrist. 

## De laatste gevechten in 1945
Begin december verhuisde de divisie vervolgens naar het Székesfehérvár-gebied. Na het begin van het Russische offensief rond Boedapest op 5 december 1944 kreeg de divisie de opdracht om deze aanval af te slaan. Er werd hevig gevochten in het gebied rond Székesfehérvár en Boedapest. Na begin januari 1945 nog te hebben gevochten om de Sovjet Gran-bruggenhoofden, kwam er op 21 januari 1945 een einde aan de gevechten in Hongarije voor de divisie. Deze werd daarop per trein naar Silezië vervoerd. Na gevechten in het Ratibor-gebied moest de divisie zich terugtrekken over de Oder. Eind januari 1945 keerde de rust terug in dit gebied, waarna de divisie van het front werd teruggetrokken en werd gebruikt voor de ontzettingsaanval op het belegerde Breslau, die werd afgeslagen door het Rode Leger. Daarna werd de divisie ingezet in de gevechten om Lauban. De gevechten duurden tot 8 maart 1945 en eindigden met de herovering van Lauban. Vervolgens werd de divisie op verschillende plaatsen in Silezië ingezet om Sovjetaanvallen af te slaan. Daarna werd het gebied rond Leobschütz verdedigd. Begin april werd de divisie uiteindelijk in het Kroměříž -gebied in de strijd geworpen en was opnieuw betrokken bij zware gevechten. Tussen Olomouc en Brno werd de divisie in de daaropvolgende dagen volledig weggevaagd. Restanten probeerden hun weg te vinden naar de Amerikaanse linies.

## Einde
De 8e Pantserdivisie capituleerde op 9 mei 1945 aan Sovjettroepen bij Brno en Deutsch Brod met delen ook aan Amerikaanse troepen.

## Slagorde

### 10 mei 1940
- Panzerregiment 10
  - I. Panzerabteilung
  - II. Panzerabteilung
  - Panzer-Abteilung 67
- Schützenbrigade 8
  - Schützenregiment 8
  - Kradschützen-Bataillon 8
- Artillerieregiment 80
  - I. Abteilung
  - II. Abteilung
  - III. Abteilung
- Aufklärungs-abteilung 59
- Panzerjägerabteilung 43
- Pionierbataillon 59
- Versorgungstruppen 59
- Nachrichtenabteilung 84

De Panzer-Abteilung 67 werd op 1 januari 1941 omgedoopt in de III. Panzerabteilung van Panzerregiment 10.

### juni 1943
- Panzerregiment 10
- Panzergrenadierregiment 8
- Panzergrenadierregiment 28
- Panzer-Artillerieregiment 80 met 3 Abteilungen
- Panzer-Aufklärungsabteilung 8
- Heeres-Flak-Artillerieabteilung 286
- Panzerjäger-Abteilung 43
- Panzer-Pionier-Bataillon 59
- Panzer-Nachrichtenabteilung 84
- Panzer-Versorgungstruppen 59

## Tanksterkte
De tanksterkte van de Panzerregiment 10 naar datum geeft een goed beeld van startsterktes bij offensieven, verliezen en aanvullingen over de jaren.
| Datum             | PzKw II | PzKw 38(t) | PzKw III (kort) | PzKw III (lang) | PzKw III (75) | PzKw IV (kort) | PzKw IV (lang) | PzKw V    | Pz IV/70 | PzBefw | Totaal  |
| ----------------- | ------- | ---------- | --------------- | --------------- | ------------- | -------------- | -------------- | --------- | -------- | ------ | ------- |
| 10 mei 1940       | 58      | 116        | -               | -               | -             | 23             | -              | -         | -        | 15     | 212     |
| 6 april 1941      | 49      | 125        | -               | -               | -             | 30             | -              | -         | -        | 15     | 219     |
| 22 juni 1941      | 49      | 118        | -               | -               | -             | 30             | -              | -         | -        | 15     | 212     |
| 10 september 1941 | 42      | 98         | -               | -               | -             | 24             | -              | -         | -        | 15     | 179     |
| 28 juni 1942      | 1       | 65         | -               | -               | -             | 2              | -              | -         | -        | -      | 68      |
| 18 november 1942  | -       | 14         | -               | -               | -             | -              | -              | -         | -        | 1      | 15      |
| 1 juli 1943       | 14      | 3          | 25              | 30              | 4             | 8              | 14             | -         | -        | 6      | 104     |
| 1 januari 1944    | -       | -          | 2               | 4               | -             | 3              | 13             | -         | -        | 1      | 23      |
| 1 februari 1944   | -       | -          | 1 (0)           | 1 (0)           | 1 (0)         | -              | 3 (1)          | -         | -        | -      | 4 (1)   |
| 1 maart 1944      | -       | -          | 2 (0)           | 2 (0)           | 2 (0)         | -              | 10 (3)         | -         | -        | -      | 12 (3)  |
| 31 mei 1944       | -       | -          | -               | -               | -             | 11 (10)        | 11 (10)        | 80 (73)*) | -        | -      | 91 (83) |
| 1 september 1944  | -       | -          | -               | 1 (1)           | -             | 1 (0)          | 3 (0)          | 12 (11)*) | -        | 1      | 18 (12) |
| 15 maart 1945     | -       | -          | -               | -               | -             | -              | 42 (11)        | 10 (9)    | 30 (6)   | -      | 82 (26) |

Details over de in de tabel genoemde tank-types:
- PzKw II = Panzerkampfwagen II
- PzKw 38(t) = Panzerkampfwagen 38(t)
- PzKw III (kort) = Panzerkampfwagen III t/m Ausführung J
- PzKw III (lang) = Panzerkampfwagen III vanaf Ausführung J
- PzKw III (75) = Panzerkampfwagen III Ausführung N
- PzKw IV (kort) = Panzerkampfwagen IV t/m Ausführung F1
- PzKw IV (lang) = Panzerkampfwagen IV vanaf Ausführung F2
- PzKw V = Panzerkampfwagen V Panther
- Pz IV/70 = Jagdpanzer IV/70(V),
- PzBefw = Panzerbefehlswagen (verschillende typen)
- *) Dit zijn de getallen voor I/PzReg 11, die toegevoegd was

Als twee getallen genoemd worden, betekent dit: aanwezig (inzetbaar), bijvoorbeeld 61 (20).

## Bovenliggende bevelslagen
| Legerkorps        | Leger               | Legergroep               | Plaats/regio                      | Begin                | Eind                 |
| ----------------- | ------------------- | ------------------------ | --------------------------------- | -------------------- | -------------------- |
| in oprichting     | BdE                 |                          | Heimat                            | 16 oktober 1939      |                      |
| reserve           | -                   | Heeresgruppe B           | Nederrijn                         | december             |                      |
| 41e Gem. Korps    | Panzergruppe Kleist | Heeresgruppe A           | Ardennen, België, Noord-Frankrijk | mei 1940             | 1 juni 1940          |
| 41e Gem. Korps    | Panzergruppe Kleist | Heeresgruppe B           | Noord-Frankrijk                   | 1 juni 1940          | 13 juni 1940         |
| 41e Gem. Korps    | 12. Armee           | Heeresgruppe A           | Midden-Frankrijk                  | 14 juni 1940         | eind juni 1940       |
| 15e Gem. Korps    | 2. Armee            | Heeresgruppe C           | Frankrijk                         | begin juli 1940      |                      |
| 41e Gem. Korps    | 6. Armee            | Heeresgruppe A           | Frankrijk                         | november 1940        |                      |
| reserve           | 1. Armee            | Heeresgruppe C           | Heimat                            | januari 1941         | eind februari 1941   |
| 41e Gem. Korps    | 2. Armee            | Heeresgruppe D           | Frankrijk                         | maart 1941           | begin april 1941     |
| 46e Gem. Korps    | 2. Armee            | OKH                      | Oostenrijk                        | 5 april 1941         | 18-4 nog steeds      |
|                   | BdE                 |                          | Protektorat                       | mei 1941             |                      |
| 56e Gem. Korps    | Panzergruppe 4      | Heeresgruppe Nord        | Baltische staten                  | juni 1941            |                      |
| reserve           | Panzergruppe 4      | Heeresgruppe Nord        | Narwa, Leningrad                  | augustus 1941        | medio september 1941 |
| 41e Gem. Korps    | 16. Armee           | Heeresgruppe Nord        | Waldai                            | medio september 1941 |                      |
| 39e Gem. Korps    | 18. Armee           | Heeresgruppe Nord        | Waldai                            | oktober 1941         |                      |
| reserve           |                     | Heeresgruppe Nord        | Leningrad                         | januari 1942         |                      |
| reserve           | 16. Armee           | Heeresgruppe Nord        | Leningrad                         | februari 1942        | eind februari 1942   |
| 39e Gem. Korps    | 16. Armee           | Heeresgruppe Nord        | Cholm                             | eind februari 1942   | juli 1942            |
| Gr. Brandenberger |                     | Heeresgruppe Nord        | Cholm                             | juli 1942            | eind november 1942   |
| 59e Legerkorps    |                     | Heeresgruppe Mitte       | Velikieje Loeki                   | eind november 1942   | februari 1943        |
| 43e Legerkorps    | 3. Panzerarmee      | Heeresgruppe Mitte       | Velikieje Loeki                   | februari 1943        | medio maart 1943     |
| reserve           |                     | Heeresgruppe Mitte       | Gorodok                           | medio maart 1943     | 11 juli 1943         |
| 23e Legerkorps    | 2. Panzerarmee      | Heeresgruppe Mitte       | Orel                              | augustus 1943        | begin september 1943 |
| 56e Pantserkorps  | 2. Armee            | Heeresgruppe Mitte       | Desna                             | begin september 1943 | medio september 1943 |
| 59e Legerkorps    | 4. Panzerarmee      | Heeresgruppe Süd         | Kiev                              | medio september 1943 | 2 november 1943      |
| 13e Legerkorps    | 4. Panzerarmee      | Heeresgruppe Süd         | Zjitomir                          | 3 november 1943      | 1 december 1943      |
| 42e Legerkorps    | 4. Panzerarmee      | Heeresgruppe Süd         | Zjitomir                          | 2 december 1943      | 23 december 1943     |
| 48e Pantserkorps  | 4. Panzerarmee      | Heeresgruppe Süd         | Zjitomir,Vinnitsa                 | 24 december 1943     |                      |
| 24e Pantserkorps  | 4. Panzerarmee      | Heeresgruppe Süd         | Tarnopol                          | februari 1944        |                      |
| 39e Pantserkorps  | 4. Panzerarmee      | Heeresgruppe Nordukraine | Tarnopol                          | april 1944           |                      |
| reserve           | 4. Panzerarmee      | Heeresgruppe Nordukraine | Tarnopol                          | mei 1944             |                      |
| reserve           | 1. Panzerarmee      | Heeresgruppe Nordukraine | Brody, Lemberg                    | juni 1944            |                      |
| 3e Pantserkorps   | 1. Panzerarmee      | Heeresgruppe Nordukraine | Brody, Lemberg                    | juli 1944            |                      |
| 59e Legerkorps    | 17. Armee           | Heeresgruppe Nordukraine | Brody, Lemberg                    | augustus 1944        |                      |
| 24e Pantserkorps  | 1. Panzerarmee      | Heeresgruppe Nordukraine | Karpaten                          | september 1944       | 23 september 1944    |
| 24e Pantserkorps  | 1. Panzerarmee      | Heeresgruppe A           | Slovakije                         | 23 september 1944    |                      |
| reserve           | 6. Armee            | Heeresgruppe A           | Slovakije                         | november 1944        |                      |
| 29e Legerkorps    | 6. Armee            | Heeresgruppe Süd         | Boedapest                         | december 1944        |                      |
| 57e Pantserkorps  | 6. Armee            | Heeresgruppe Süd         | Boedapest                         | januari 1945         | 21 januari 1945      |
| ?                 | 17. Armee           | Heeresgruppe Mitte       | Silezië                           | eind januari 1945    | 8 maart 1945         |
|                   | 1. Panzerarmee      | Heeresgruppe Mitte       | Silezië, Ostrau, Moravië          | 8 maart 1945         | 8 mei 1945           |

## Commandanten
Enkele van de commandanten

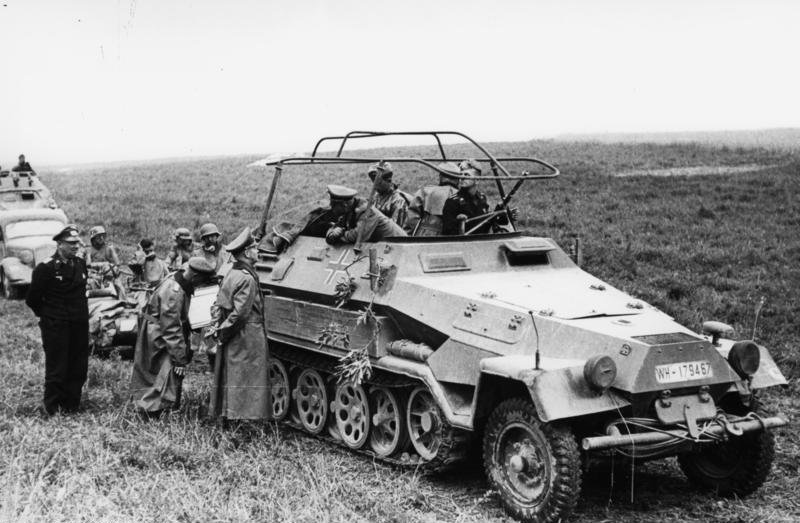
Adolf Kuntzen, staand naast het halfrupsvoertuig, 1940
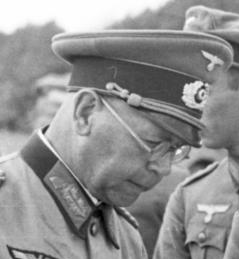
Eric Brandenberger, in 1941
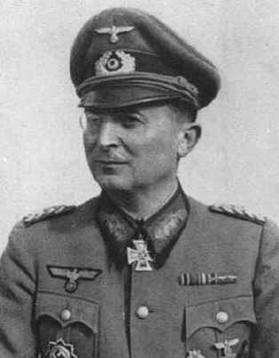
Gustav Fehn, in 1942

| Rang                                                | Naam                    | Begin             | Eind                      |
| --------------------------------------------------- | ----------------------- | ----------------- | ------------------------- |
| Generalmajor <vanaf 1 april 1940 Generalleutnant    | Adolf-Friedrich Kuntzen | 16 oktober 1939   | 20 februari 1941          |
| Generalmajor                                        | Erich Brandenberger     | 20 februari 1941  | 21 februari 1941          |
| Oberst vanaf 1 april 1941 Generalmajor              | Walter Neumann-Silkow   | 21 februari 1941  | 26 mei 1941               |
| Generalmajor                                        | Erich Brandenberger     | 26 mei 1941       | 8 december 1941           |
| Generalleutnant                                     | Werner Hühner           | 8 december 1941   | 20 maart 1942             |
| Generalmajor vanaf 1 augustus 1942 Generalleutnant  | Erich Brandenberger     | 20 maart1942      | 6 augustus 1942           |
| Generalleutnant                                     | Josef Schrötter         | 6 augustus 1942   | 10 november 1942          |
| Generalleutnant                                     | Erich Brandenberger     | 10 november 1942  | 17 januari 1943           |
| Generalmajor vanaf 8 september 1943 Generalleutnant | Sebastian Fichtner      | 17 januari 1943   | 20 september 1943         |
| Oberst vanaf 1 december 1943 Generalmajor           | Gottfried Frölich       | 20 september 1943 | 1 april 1944              |
| Oberst vanaf 1 juni 1944 Generalmajor               | Werner Friebe           | 1 april 1944      | 20 juli 1944              |
| Generalmajor                                        | Gottfried Frölich       | 21 juli 1944      | 5 januari 1945 22 januari |
| Oberst vanaf 1 april Generalmajor                   | Heinrich-Georg Hax      | 5 januari 1945    | 8/9/10 mei 1945           |

Generalmajor Frölich moest naar een hospitaal en werd tijdelijk vervangen door Oberst Friebe. Frölich werd vervangen omdat hij de Sovjet opmars naar Komárom niet gestopt kreeg,